# Ómarsdóttir
Ómarsdóttir ist ein weiblicher isländischer Name.

## Bedeutung
Der Name ist ein Patronym und bedeutet Ómars Tochter. Die männliche Entsprechung ist Ómarsson (Ómars Sohn).

## Namensträgerinnen
- Erna Ómarsdóttir (* 1972), isländische Tänzerin und Choreografin
- Katrín Ómarsdóttir (* 1987), isländische Fußballspielerin
- Kristín Ómarsdóttir (* 1962), isländische Schriftstellerin